# أفضل هداف دولي في العالم 2002

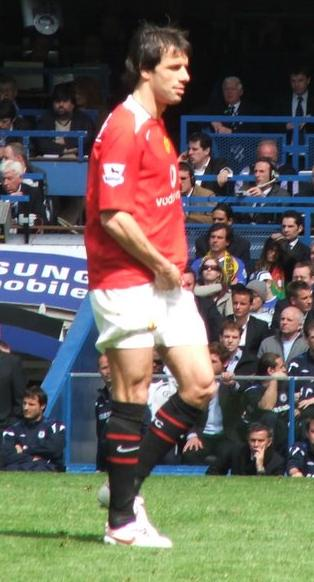
نستلروي هداف العالم لعام 2002

كان لقب أفضل هداف دولي في العالم لعام 2002 من نصيب اللاعب الهولندي رود فان نستلروي برصيد 14 هدفا بحسب ما أعلن عنه لاتحاد الدولي لتاريخ وإحصائيات كرة القدم (IFFHS).
وسجل نستلروي هدف واحد مع المنتخب بالإضافة إلى 13 هدف مع مانشستر يونايتد في منافسات دوري أبطال أوروبا ليكون ثاني لاعب هولندي يحرز الجائزة بعد دينيس بيركامب الذي حقق اللقب في العام 1993.
| التصنيف | لاعب            | البلد      | الإجمالي | اهدافه في المنتخب | اهدافه في الاندية | النادي                  |
| ------- | --------------- | ---------- | -------- | ----------------- | ----------------- | ----------------------- |
| 1       | رود فان نستلروي | هولندا     | 14       | 1                 | 13                | مانشستر يونايتد         |
| 2       | ميروسلاف كلوزه  | ألمانيا    | 13       | 13                | 0                 | كايزرسلاوترن            |
| 3       | جون دال توماسون | الدنمارك   | 13       | 10                | 3                 | فينورد ، ميلان          |
| 4       | رونالدو         | البرازيل   | 12       | 11                | 1                 | انتر ميلان ، ريال مدريد |
| 5       | راؤول           | إسبانيا    | 12       | 6                 | 6                 | ريال مدريد              |
| 6       | مايكل أوين      | إنجلترا    | 12       | 6                 | 6                 | ليفربول                 |
| 7       | فيليبو انزاغي   | إيطاليا    | 12       | 0                 | 12                | ميلان                   |
| 8       | يان كولر        | التشيك     | 11       | 5                 | 6                 | بوروسيا دورتموند        |
| 9       | أحمد بلال       | مصر        | 11       | 4                 | 7                 | الأهلي                  |
| 10      | ريتشارد موراليس | الأوروغواي | 11       | 3                 | 8                 | ناسيونال مونتيفيديو     |

## مواضيع ذات صلة
- أفضل هدّاف العالم
- كرة قدم
- رياضة

## وصلات خارجية
- الموقع الرسمــي